# إشتفان سيبيكي
إشتفان سيبيكي (بالمجرية: Sipeki István) هو لاعب كرة قدم مجري في مركز الوسط، ولد في 17 فبراير 1979 في إيغر في المجر. لعب مع دوناكانيار-فاك ونادي باكسي ونادي ديوسجوري ونادي مول فيهيرفار.

## وصلات خارجية
- إشتفان سيبيكي على موقع اتحاد المجر (الهنغارية)
- إشتفان سيبيكي على موقع قاعدة بيانات كرة القدم.إي يو (الإنجليزية)
- إشتفان سيبيكي على موقع Soccerway.com (الإنجليزية)
- إشتفان سيبيكي على موقع عالم كرة القدم.نت (الإنجليزية)